# 작은귀코끼리땃쥐
작은귀코끼리땃쥐 또는 둥근귀코끼리땃쥐, 둥근귀센지(Macroscelides proboscideus)는 코끼리땃쥐과에 속하는 포유류의 일종이다. 보츠와나와 나미비아 그리고 남아프리카공화국에서 발견된다. 자연서식지는 아열대 또는 열대 기후 지역의 건한 관목 지대와 건조 저지대 초원 그리고 고온의 사막지대이다. 작은귀코끼리땃쥐속(Macroscelides)의 유일종이다.